# 皮缅
皮缅（俄语：Пимен，1910年7月23日—1990年5月3日）是第14任莫斯科和全俄大牧首，即正教会主教长。世俗名谢尔盖·米哈伊洛维奇·伊兹韦科夫（羅馬化：Sergey Mikhailovich Izvekov）。

## 生平
生于卡盧加省博戈罗茨克。1927年入修道院，1930年获教职。1946年任修道院院长。曾在莫斯科、穆罗姆、敖德萨、顿河畔罗斯托夫等修道院任职。1949年起历任普斯科沃-彼切尔修道院主持司祭、修士大司祭。1954年起历任谢尔盖圣三一修道院主持司祭、主教。1960年11月23日升任大主教。1961年3月任圖拉和别廖夫教区大主教。11月任列宁格勒和拉多加教区都主教。1963年任克鲁齐茨和科洛缅教区都主教。
1971年，俄罗斯东正教会召开最高宗教会议，选举皮缅接替去世的阿列克谢成为东正教会新一任牧首。1975年，在他的倡议下，莫斯科举办了全世界宗教人士大会，一致通过了《告信徒书》、《告世界各国政府书》，号召世界人民争取和平，缓解国际紧张局势。
1990年5月3日在住所去世，享年80岁。被安葬在谢尔盖圣三一修道院。

## 获奖
- 3枚劳动红旗勋章
- 各民族人民友谊勋章（1980年6月20日）
- 友谊勋章（捷克斯洛伐克，1985年10月24日）[4]